# Жюльен, Луи-Антуан
Луи Жорж Морис Адольф Рош Альбер Абель Антонио Александр Ноэ Жан Люсьен Даниэль Эжен Жозеф-Лебрен Жозеф-Барем Тома Тома Тома-Тома Пьер Арбон Пьер-Морель Бартелеми Артю Альфонс Бертран Дьёдонне Эманюэль Жозюэ Венсан Люк Мишель Жюль-де-ла-План Жюль-Базен Жюлио Сезар Жюльен (фр. Louis George Maurice Adolphe Roche Albert Abel Antonio Alexandre Noë Jean Lucien Daniel Eugène Joseph-le-brun Joseph-Barême Thomas Thomas Thomas-Thomas Pierre Arbon Pierre-Maurel Barthélemi Artus Alphonse Bertrand Dieudonné Emanuel Josué Vincent Luc Michel Jules-de-la-plane Jules-Bazin Julio César Jullien; 23 апреля 1812, Систерон, департамент Альпы Верхнего Прованса — 14 марта 1860, Нёйи-сюр-Сен) — французский дирижёр и композитор.

## Биография
Луи Антуан Жюльен родился 23 апреля 1812 года в Систероне (департамент Альпы Верхнего Прованса) в семье дирижёра. Тридцать шесть имён были даны Жюльену при крещении в связи с тем, что крёстными отцами ребёнка выступили все 36 музыкантов систеронского городского оркестра.

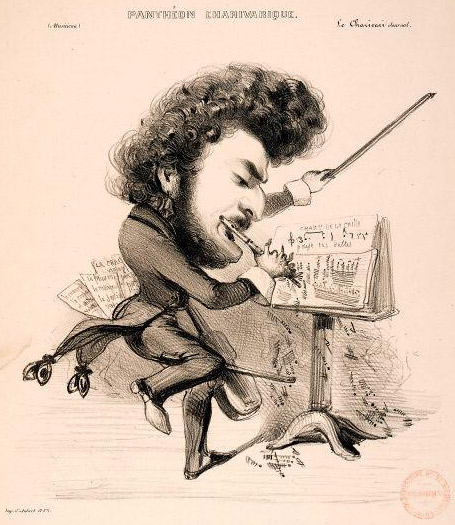
Жюльен на карикатуре Бенжамена Рубо

Учился в Парижской консерватории, однако вынужден был уйти из-за пристрастия к лёгким музыкальным жанрам. 
В 1835—1838 годах дирижировал оркестром, игравшим вальсы, кадрили и т. п. в популярном парижском кафе «Jardin Turc». Затем работал в Великобритании. 
В 1852 году поставил в театре Ковент-Гарден собственную оперу «Пётр Великий» (итал. Pietro il grande) с Энрико Тамберликом в заглавной партии и разнообразными эксцентричными элементами спектакля, вплоть до живых лошадей на сцене. Провал оперы, в роскошную постановку которой были вложены немалые деньги, побудил Жюльена покинуть Великобританию и отправиться в США, взяв с собой более 20 музыкантов из Европы и набрав на месте ещё около 50 оркестрантов, в числе которых оказались такие заметные в будущем фигуры американской музыки, как Теодор Томас, Юрели Корелли Хилл, Джордж Фредерик Бристоу и Уильям Фрай; на протяжении 10 месяцев оркестр Жюльена дал 214 концертов по всей стране. После этого Жюльен ненадолго вернулся в Лондон, а затем в конечном итоге во Францию, где в 1859 году был арестован за долги, в тюрьме повредился рассудком и умер 14 марта 1860 года в приюте для душевнобольных в городе Нёйи-сюр-Сен.
Жюльен был знаменит эксцентричными манерами. Он, в частности, дирижировал при помощи дирижёрской палочки, украшенной драгоценными камнями, а перед концертом ему подносили белые перчатки на серебряном подносе.